# セーレ

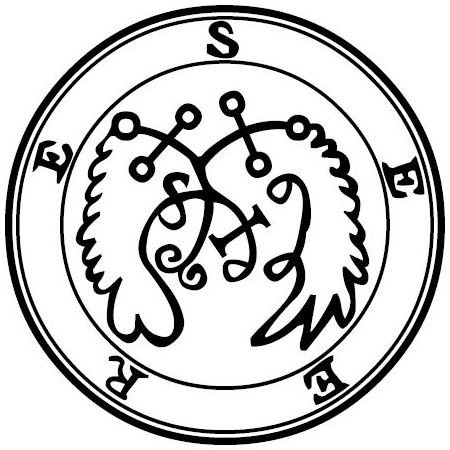
『ゴエティア』に記されたセーレのシジルその1

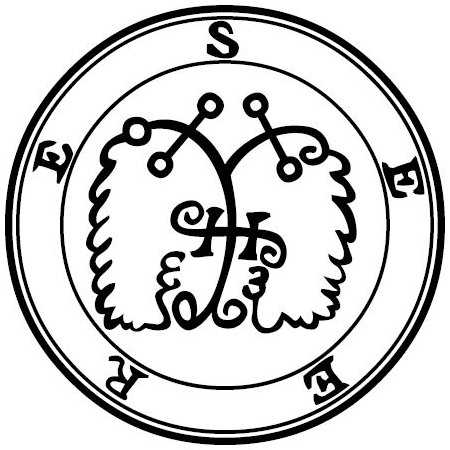
『ゴエティア』に記されたセーレのシジルその2

セーレ（Seere）は、悪魔学における悪魔の一人。

## 概要
セアル（Sear）、セイル（Seir）とも呼ばれる。17世紀のグリモワール『ゴエティア』によると、26の軍団を支配する序列70番の地獄の強大な君主である。東の王であるアマイモンの配下にあるという。
一方、ヨーハン・ヴァイヤーが1577年に発表した『悪魔の偽王国』には『ゴエティア』と共通する悪魔が数多く登場するが、何故かセーレは登場していない。
召喚者の前に、翼の生えた馬に乗った美男子の姿で現れるといわれる。移動したり、ものを運んだりする能力を持っており、瞬きする間に世界中のどこにでも運べるという。盗まれたものや隠された宝物、その他あらゆる物事に関して真摯に語る。また優しい性質を持ち、召喚者の望みをなんでも叶えてくれると言う。